# Bunta Péter
Bunta Péter (Kisnyégerfalva, 1928. március 1. – Kolozsvár, 1992. augusztus 19.) magyar történész. Bunta Magda férje.

## Életútja
Középiskoláit Nagyváradon végezte, majd a közgazdasági kar hallgatója a Bolyai Tudományegyetemen, 1959-ben a moszkvai Lomonoszov Egyetemen a történettudományok kandidátusa. 1963-tól az Erdélyi Történeti Múzeum osztályvezetője és az Acta Musei Napocensis szerkesztőségi titkára. Több forrásértékű tanulmányt és népszerűsítő cikket írt román és magyar nyelven a Lupta de clasă, Korunk, Marisia és más folyóiratokba Románia jelenkori története, főleg a hazai munkásmozgalom, a kommunista perek, az 1944-es román fegyveres felkelés, az 1946-os békekonferencia tárgyköréből. Társszerzője a Románia Szocialista Köztársaság Akadémiája kiadásában megjelent The Anti-Fascist Resistence in the North-East of Transylvania (September 1940 – October 1944) c. munkának (1979). Önálló munkástörténeti kötete: Küzdelmes évek : 1921-1928 (Politikai Könyvkiadó 1980); Gabriel Bethlen : 1613-1629. (Bukarest, 1981.)